# Bi Lâm
Bi Lâm (tiếng Trung: 碑林區, Hán Việt: Bi Lâm khu) là một quận thuộc địa cấp thị Tây An (西安市), tỉnh Thiểm Tây, Cộng hòa Nhân dân Trung Hoa. Quận này có diện tích 22 km2, dân số là 670.000 người, mã quận là 610103, mã bưu chính là 710001. Quận Bi Lâm được chia thành các đơn vị hành chính gồm 10 nhai đạo. Chính quyền quận đóng ở nhai đạo Thư Viện Môn.